# Человек, который слишком много знал (фильм, 1956)
«Человек, который слишком много знал» (англ. The Man Who Knew Too Much) — шпионский триллер Альфреда Хичкока, снятый в 1956 году. Цветной (техниколоровый) ремейк его же одноимённого фильма 1934 года. Главные роли исполнили Джеймс Стюарт и Дорис Дэй. Премия «Оскар» за песню Whatever Will Be, Will Be (Que Sera, Sera).

## Сюжет
В центре фильма — обычное американское семейство: доктор Бенджамин Маккенна, его жена Джо (известная в прошлом певица) и сын Хэнк. По дороге из Европы в США они заезжают на отдых в Марокко, где случайно знакомятся с загадочным французом Луи Бернаром и супружеской четой Дрейтонов из Англии. 
Далее, во время прогулки по рыночной площади семейную идиллию прерывает появление араба, раненого в спину кинжалом (супруги Маккенна узнают в нём переодетого Бернара), он подбегает к доктору и перед смертью успевает на французском шепнуть ему на ухо о том, что скоро в Лондоне будет совершено убийство крупной политической фигуры, а также сообщает некие имя и фамилию.
Очень скоро Маккенна оказывается в положении человека, который «слишком много знает», но не может ничего рассказать полиции (он не понимает по-французски и не всё понял из того что сказал Бернар): неизвестные берут в заложники его сына, обещая расправиться с ним, если доктор откроет рот. Супруги берутся действовать самостоятельно. 
Вскоре, после возвращения четы Маккенна в Лондон, там в театре, во время представления (где присутствовали и Маккенна), происходит покушение...

## В ролях
- Джеймс Стюарт — доктор Бенджамин Маккенна (Бен)
- Дорис Дэй — Джозефин Конвэй Маккенна (Джо)
- Бренда Де Бэнзи — Люси Дрейтон
- Бернард Майлз — Эдвард Дрейтон
- Ральф Труман — инспектор Бьюкенен
- Даниэль Желен — Луи Бернар
- Кристофер Олсен — Генри Маккенна (Хэнк)
- Кэролин Джонс — Синди Фонтейн
- Хиллари Брук — Джан Петерсон
- Реджи Налдер — Рьен

В титрах не указаны
- Уолтер Готелл — Мэттьюс, полицейский
- Лео Гордон — шофёр Эдварда Дрейтона

## Создание фильма
Альфред Хичкок впервые задумал американский ремейк фильма «Человек, который слишком много знал» (1934) уже в 1941 году, но только в 1956 году вернулся к этой идее, чтобы снять фильм и тем самым выполнить договорное требование от Paramount Pictures. Студия согласилась, что старую картину можно хорошо адаптировать к требованиям нового десятилетия. Идея съемок в Королевском Альберт-Холле была вдохновлена историей Ч.M. Бейтмана «Человек с одной нотой», рассказывающей о повседневной жизни музыканта, который играет только одну ноту в симфонии и чем-то похож на ударника с тарелками в фильме.

### Написание сценария
Сценарист Джон Майкл Хейс был нанят с условием, что он не будет ни смотреть раннюю версию, ни читать её сценарий, со всеми подробностями сюжета он познакомился лишь из беседы с Хичкоком:167. К моменту начала съемок были готовы только начальные сцены сценария, и Хейс был вынужден отправить последующие страницы сценария авиапочтой по мере их завершения:187–191.

### Съемки
Хичкок сделал второй фильм на 40 минут длиннее первого и перенёс завязку из Швейцарских Альп на север Африки. Камео Альфреда Хичкока — один из зрителей акробатического представления на рынке в Марракеше перед убийством француза (его видно только со спины).

### Саундтрек
Как и в первоначальной версии, музыка играет очень большую роль в развитии сюжета и, в частности, песня «Que Sera, Sera (Whatever Will Be, Will Be)» в исполнении Дорис Дэй. Авторы песни Джей Ливингстон и Рэй Эванс получили за неё премию «Оскар». Песня заняла второе место в поп-чартах США и первое место в Великобритании.
«Фоновую музыку» для большинства сцен фильма написал композитор Бернард Херрман. Кульминационная сцена, помещённая в Альберт-холле, длится на протяжении 12 минут под аккомпанемент кантаты «Грозовые облака»: за это время в кадре не произносится ни одного слова. Изначально Хичкок предоставил Херрману шанс сочинить новую музыку для исполнения во время кульминации фильма, однако композитор обнаружил, что кантата Артура Бенджамина из оригинального фильма 1934 года настолько хорошо подходит, что отказался от этой возможности, лишь расширив оркестровку и вставил несколько повторов в оригинальное произведение, чтобы сделать его длиннее. В фильме можно заметь афишу с именами Херрмана и Бенджамина перед Альберт-холлом, а также увидеть, как во время сцены в Альберт-Холле сам Херрманн дирижирует Лондонским симфоническим оркестром, в то время как на сцене поёт меццо-сопрано Барбара Ховит.

## Вокруг фильма
Фильм демонстрировался в конкурсной программе Каннского фестиваля 1956 года. Между поклонниками Хичкока давно не утихает спор о том, какой фильм удался режиссёру больше — 1934 или 1956 года. На вопрос Трюффо сам Хичкок ответил., что предпочитает ремейк, поскольку это работа профессионала, а не «даровитого любителя», каким он был тридцатью годами прежде.